# Дорога додому (фільм, 2019)
«Дорога додому» — короткометражний фільм українського режисера Дмитра Авдєєва, знятий компанією Big Hand Films за підтримки Уряду України та Міністерства культури України.

## Сюжет
Програміст Матвій живе в Києві з дружиною та сином. Його мати залишилась в рідному селі на сході України поблизу лінії фронту. Одного разу, повертаючись з роботи, Матвій дізнається, що під час сильних обстрілів вбито сусідського пса. Не зволікаючи, наступного ж ранку він відправляється «додому» на схід, аби вивезти матір з небезпечної зони до столиці. Але мама не хоче полишати рідної оселі, але піддається на вмовляння і погоджується їхати з сином лише заради онука, щоб допомогти йому у навчанні. У Києві вона бачить, що насправді у Дениса немає проблем із навчанням і взагалі він зараз у дитячому таборі. Переночувавши, жінка повертається до себе додому. Вона щиро переконана: «Якщо ми всі звідти поїдемо, там зовсім України не залишиться».

## У ролях
- Роман Луцький — Матвій
- Лариса Андрєєва — Анна Сергіївна
- Дар'я Полуніна — Ольга
- Олена Хохлаткіна — Валя
- Євген Лебедин — Денис

## Виробництво
Ідея фільму належить режисерові Дмитру Авдєєву. Сценарій написав Антон Базелінський.
У 2018 році проєкт фільму «Дорога додому» став одним з переможців другого етапу конкурсного відбору кінопроєктів патріотичного спрямування, яке проводило Міністерство культури України й отримав фінансування на виробництво у розмірі 1 528 265,44 грн.

## Саундтреки
У фільмі звучать пісні «Рожеві сиропи» гурту «Бумбокс» та «Шлях додому» співачки Джамали.